# トラルテナンゴ
トラルテナンゴ (Tlaltenango) はメキシコのサカテカス州にある町である。人口は1万7882人（2020年）。
州都の168km南、グアダラハラの145km北に位置している。温暖な気候で農業が盛んである。とうもろこし、ピーナッツ、野菜、家畜を産出する。